# پل چشمه گیلاس
پل چشمه گیلاس مربوط به دوره پهلوی اول است و در شهرستان چناران، بخش گلبهار، دهستان بیزکی، ۲ کیلومتری جنوب روستای چشمه گیلاس واقع شده و این اثر در تاریخ ۲۷ اسفند ۱۳۸۶ با شمارهٔ ثبت ۲۲۲۸۸ به‌عنوان یکی از آثار ملی ایران به ثبت رسیده است.